# Zirkus Pjöngjang

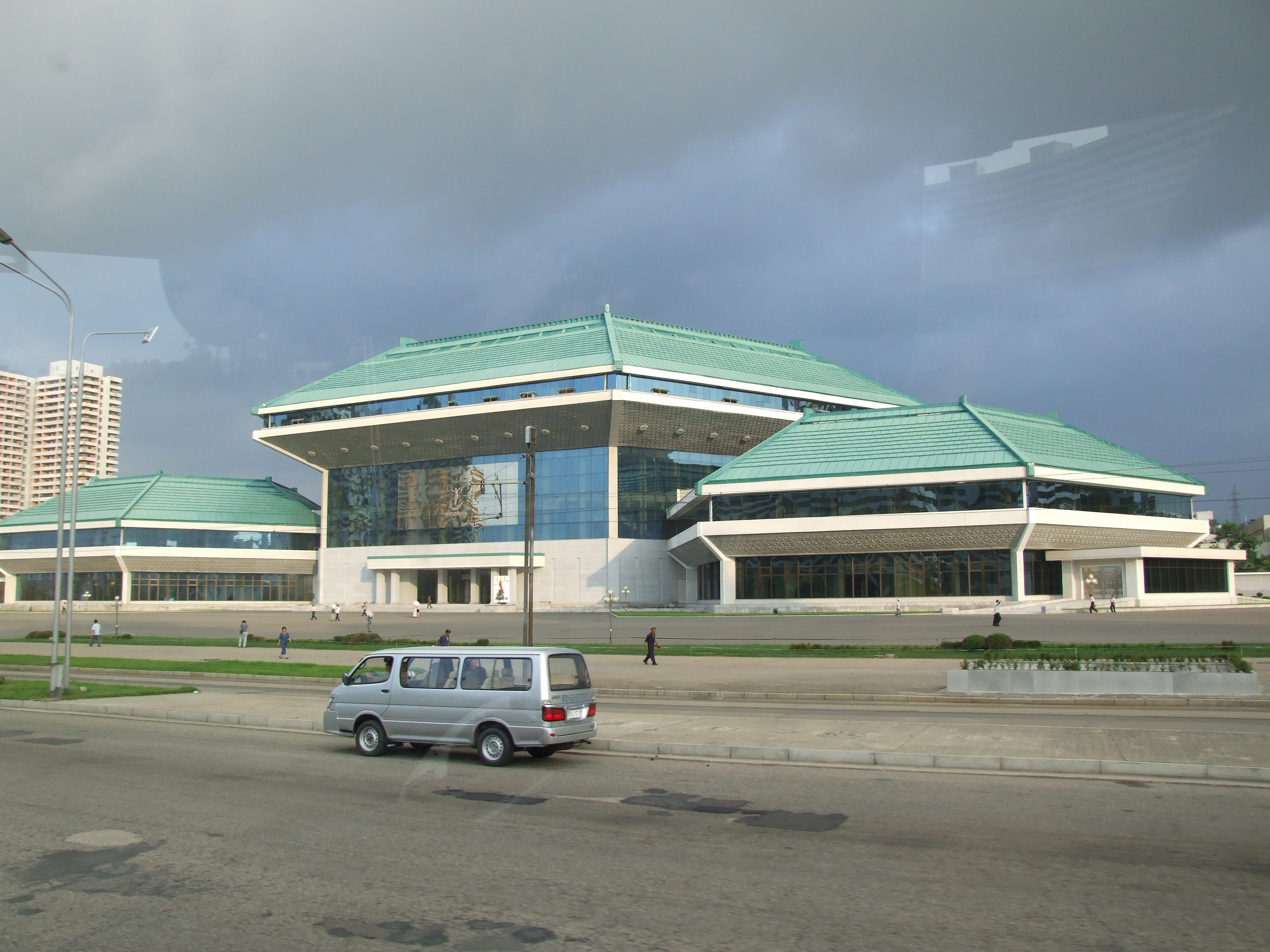
Zirkus Pjöngjang an der Kwangbok-Straße

Der Zirkus Pjöngjang ist die Spielstätte des nordkoreanischen Staatszirkus in Pjöngjang.

## Architektur
Das Gebäude wurde im Jahr 1989 fertiggestellt und am 1. Mai, dem Tag der Arbeit, eröffnet. Es liegt südlich an der Kwangbok-Straße im Ortsteil Chukjon-dong des Stadtbezirks Mangyŏngdae-guyŏk.
Der Bau erstreckt sich über eine Gesamtfläche von 70.000 m² und besitzt fünf Hallen, darunter auch solche für kleinere Theatervorführungen. Es hat eine Kapazität für 3500 Besucher. Charakteristisch für den Bau mit den grünen Dächern ist der hexagonale Grundriss der drei Haupthallen.

## Das staatliche Zirkusensemble
Der staatliche Zirkus wurde am 10. Juni 1952 gegründet. Er produzierte bis 2012 insgesamt 1200 Darbietungen und führte diese teilweise auch innerhalb Asiens, Europas, Afrikas und Südamerikas auf.